# 兵庫県道257号山田新温泉線
兵庫県道257号山田新温泉線（ひょうごけんどう257ごう やまだしんおんせんせん）は、兵庫県美方郡香美町から美方郡新温泉町に至る一般県道である。

## 概要
美方郡香美町村岡区長瀬から美方郡新温泉町高末に至る。以前は兵庫県道257号山田浜坂線だったが、2013年（平成25年）4月1日に兵庫県道257号山田新温泉線に改称した。

### 路線データ
- 起点：美方郡香美町村岡区長瀬（兵庫県道4号香住村岡線交点）
- 終点：美方郡新温泉町高末（兵庫県道261号赤崎久谷停車場線交点）
- 総延長：15.963 km
- 通行不能区間：美方郡香美町村岡区長瀬 - 美方郡新温泉町久斗山

## 歴史
- 1958年（昭和34年） - 兵庫県告示第692号により山田浜坂線として路線認定[1]。
- 2013年（平成25年）4月1日 - 兵庫県告示第546号により路線名が山田新温泉線に変更[1]。
- 2017年（平成29年）11月24日 - 国道178号の一部にあたる美方郡新温泉町対田・久斗橋交差点 - 同町対田・村中橋間（188 m）が本路線との重複区間となる[2][3]。
- 2018年（平成30年）4月1日 - 山陰近畿自動車道浜坂道路に並行する国道178号旧道の国道指定が解除されたことに伴い、重複していた美方郡新温泉町対田・久斗橋交差点 - 同町対田・村中橋間（188 m）が本路線の単独区間となる[3][4]。

## 地理

### 通過する自治体
- 兵庫県
  - 美方郡香美町 - 新温泉町

### 交差する道路
| 交差する道路                       | 市町村名 | 市町村名 | 交差する場所 | 交差する場所 |
| ---------------------------------- | -------- | -------- | ------------ | ------------ |
| 兵庫県道4号香住村岡線              | 美方郡   | 香美町   | 村岡区長瀬   | 起点         |
| 通行不能区間                       |          |          |              |              |
| 兵庫県道549号久斗山今岡線          | 美方郡   | 新温泉町 | 久斗山       |              |
| E9 山陰近畿自動車道 国道178号 重複 | 美方郡   | 新温泉町 | 対田         | 4 久斗IC     |
| 新温泉町道二日市久斗線             | 美方郡   | 新温泉町 | 対田         | 久斗橋交差点 |
| 兵庫県道261号赤崎久谷停車場線      | 美方郡   | 新温泉町 | 高末         | 終点         |

### 沿線
- 道の駅あゆの里矢田川（起点付近）